# Boksning
 Denne artikel omhandler en sportsgren. Opslagsordet har også en anden betydning, se Boksning (bog).
Boksning er en omkring 5.000 år gammel kampsport. Den er en af sportsgrenene på det olympiske program.

## Boksningens begyndelse
Boksning kan spores helt tilbage til det gamle Egypten til omkring år 3.000 før vor tidsregning (f.v.t.). Arkæologiske fund fra den minoiske civilisation fra omkring 1.500 f.v.t viser, at der på dette tidspunkt blev afviklet nævekampe. Også i Antikkens Grækenland var boksekampe udbredte. Eksempelvis findes der i Homers Iliaden i den 23. bog fra omkring år 850 f.v.t. et referat af en boksekamp, der skulle have fundet sted under den trojanske krig, der traditionelt dateres til omkring 1.200 år f.v.t.
I det antikke Grækenland udviklede nævekampene sig til en kampsport, hvor det i modsætning til i brydning var tilladt at slå med næverne. Boksning i Antikken var dog væsentlig forskellig fra den sport, der i dag er kendt som boksning. Eksempelvis ved at bokserne var nøgne og næverne beklædt med læderstrimler, der kunne være beklædt med metalstykker i form af en kamphandske, en såkaldt cestus. Kampene var ikke opdelt i omgange som i dag, men fortsatte, til en bokser var slået ud eller opgav kampen. 
Boksningen kom på programmet for de 23. antikke olympiske lege i år 688 f.v.t., hvor Onomastos fra Smyrna blev den første olympiske boksemester. 
Romerne lod sig inspirere af grækerne og var begejstrede for sporten. Romerne overtog den græske variant, men udviklede også kampsporten i forbindelse med gladiatorkampe. 
De olympiske lege blev forbudt år 393, og i år 500 forbød man boksesport i hele Romerriget. Årsagen var, at man anså boksning for at være en hån mod Gud, da menneskets ansigt, som jo var skabt i Guds billede, blev beskadiget af sporten. Boksesporten sygnede herefter hen, men levede videre som en form for mere eller mindre autoriseret slagsmål. 
Boksningen kom tilbage i mere og mere autoriseret form, og i 1700-tallets Europa og især i England blev kampboksning efterhånden en populær forlystelse. Boksningen fandt sted uden handsker (dog var bokserne tækkeligt påklædt), men uden autoriserede regler. Som en af de første boksere regnes englænderen James Figg, der i 1719 blev engelsk mester. På det tidspunkt begyndte ordet boksning (boxing) at dukke op som betegnelse for sporten, der hidtil hed pugilisme eller nævekamp.
Først i 1743 blev der vedtaget et sæt generelle regler for boksesporten, The London Prize Ring Rules, hvis formål var at beskytte bokserne mod at lide unødig overlast. Med reglerne opstod en klar skelnen mellem på den ene side slagsmål og almen uorden og på den anden side en sportslig kappestrid mellem to kombattanter. The London Prize Rules blev i 1867 i England afløst af Queensberry Reglementet, som fra 1892 også var gældende i USA. Moderne boksning er baseret på dette regelsæt.

## Boksning i dag
I den boksning, vi kender i dag, mødes to kombattanter (boksere) iført boksehandsker med polstring i en boksering og kæmper mod hinanden i et aftalt antal runder efter vedtagne regler.
Selv om det næsten altid kun har været mænd, der boksede mod hinanden, er der eksempler på boksekampe med kvindelige boksere helt tilbage i 1700-tallet. I dag er kvindeboksning en organiseret sportsgren såvel på amatør- som på professionelt plan. 
I 1906 blev der indført obligatorisk lægeundersøgelse af kampboksere.[kilde mangler]
Amatørboksning er reguleret af det internationale bokseforbund AIBA. Amatørkampe afvikles over tre omgange à tre minutter eller over fire omgange à to minutter. I amatørboksning er der krav om at bære beskyttelseshjem og boksehandsker på 10 ounces (oz) – en ounce er 28 gram. Professionel boksning er ikke på samme måde reguleret af ét centralt bokseforbund. Det reguleres i stedet nationalt, hvorfor reglerne for afvikling af professionelle kampe varierer fra land til land. Reglerne kan også variere inden for de enkelte lande, alt efter hvem der arrangerer boksekampene. Der eksisterer flere internationale bokseforbund, der sanktionerer "verdensmesterskaber" og andre mesterskaber. Af den grund er der et betydeligt antal verdensmestre, "interkontinentale" mestre og europamestre. Professionel boksning afvikles med nøgen overkrop og i officielle titelkampe ofte med handsker, der vejer mellem 8 og 10 oz. En professionel boksekamp er oftest fastsat til mellem fire og 12 omgange à tre minutter. Der afvikles dog også kampe med omgange à to minutter – typisk vil en sådan kamp bestå af fire eller seks omgange.
Under kampen er bokserne beskyttet af tandbeskytter og skridtbeskytter. I amatørboksning er det som nævnt obligatorisk at bokse med beskyttelseshjelm.

## Træningen
Man skal træne mange år for at blive en god bokser. Træningen består blandt andet af løb, sjipning, reaktionstræning, balance, styrketræning, skyggeboksning og sparring. Ud over skyggeboksning og sparring bruger man også redskaber som sandsække, speedbags og double end bag. Typisk en måned før en boksekamp trænes der ekstra hårdt 4-8 timer om dagen for at opnå bedre kondi og komme ned i vægt, da mange boksere normalt vejer mere, end deres vægtklasse tillader. Man ser ofte en stor muskuløs bokser på kun 70 kilo, og kampvægten opnås hovedsagelig ved fordampning af vand. Det foregår typisk ved at løbe med en sweater og jakke på eller gå i sauna med sweater og jakke.

### Nationale bokseorganisationer
- Danmarks Bokse-Union
- Jydsk Amatør Bokse-Union
- Sjællandsk Amatør Bokse-Union
- Regerende verdensmestre fra samtlige forbund (fra a.n.d.World Boxing.com) Arkiveret 19. oktober 2006 hos  Wayback Machine

### Internationale bokseorganisationer
- WBA – World Boxing Association
- WBC – World Boxing Council
- IBF – International Boxing Federation
- WBO – World Boxing Organization
- WPBF – World Professional Boxing Federation Arkiveret 27. juli 2013 hos  Wayback Machine
- WBU – World Boxing Union Arkiveret 10. maj 2004 hos  Wayback Machine
- IBO – International Boxing Organization
- IBA – International Boxing Association
- WBF – World Boxing Foundation